# Sid Smith
Pour les articles homonymes, voir Smith.
Sidney James Smith (né le 11 juillet 1925 à Toronto ville de l'Ontario au Canada - mort le 29 avril 2004 à Wasaga Beach) est un joueur professionnel de hockey sur glace.

## Carrière en club
Il commence sa carrière dans l'Association de hockey de l'Ontario - aujourd'hui Ligue de hockey de l'Ontario - avec les Generals d'Oshawa en 1944 puis il rejoint la Ligue de hockey senior du Québec et les As de Québec en 1946. Au cours de cette même saison, il joue des matchs dans la Ligue nationale de hockey avec les Maple Leafs de Toronto ainsi qu'une partie de la saison avec les Hornets de Pittsburgh.
L'année suivante, il commence à jouer mais au milieu de la saison, il se blesse au genou. Pour la saison 1948-1949, il est donc inséré dans l'effectif des Hornets dans la LAH pour se remettre de sa blessure. Le résultat est un succès pour Smith qui remporte le trophée John-B.-Sollenberger du meilleur pointeur de la saison avec 112 points. Il inscrit parmi ses 112 points, 55 buts égalant le total de Carl Liscombe des Reds de Providence et inscrivant son nom dans le livre des records de la LAH pour 34 saisons.
Il rejoint dès la fin de la saison pour les séries éliminatoires l'effectif de la franchise des Maple Leafs qui cherchent à gagner une troisième Coupe Stanley consécutive. Il se fait remarquer immédiatement en marquant deux buts et réalisant une aide lors de la demi-finale association contre les Bruins de Boston et lors du second match de la finale contre les Red Wings de Détroit de Gordie Howe, il inscrit les trois buts de la victoire de l'équipe sur le score de 3 à 1. Aligné aux côtés de Ted Kennedy et Bill Ezinicki, il remporte la Coupe Stanley en battant en quatre matchs les Red Wings.
Il se fait donc une place au sein des Maple Leafs et ne quitte pas l'équipe avant 1958. Entretemps, il remporte une nouvelle Coupe Stanley en 1951 ainsi que le trophée Lady Byng à deux reprises en 1952 et 1955. Lors de la 1955-1956, il devient le capitaine de l'équipe à la suite de l'arrêt de son ami Kennedy. Élu par ses coéquipiers, il garde ce poste jusqu'au retour au jeu de Kennedy.
Il réalise six saisons consécutives avec plus de 20 buts. Le jour de sa retraite, il quitte la LNH avec l'honneur d'être le quatrième joueur en activité avec le plus de but (derrière Howe, Maurice Richard et Ted Lindsay). Après sa retraite professionnelle, il occupe le poste de joueur-entraîneur pour les Dunlops de Whitby de la ligue sénior de l'Ontario. Il meurt le 29 avril 2004 à l'âge de 78 ans.

### Trophées et honneurs personnels
- Ligue américaine de hockey
  - 1948-1949 - trophée John-B.-Sollenberger[3].
- Ligue nationale de hockey
  - Coupe Stanley - 1946-1947, 1947-1948, 1948-1949, 1950-1951.
  - Trophée Lady Byng - 1952 et 1955[4].
  - sélectionné dans la seconde équipe type en 1951 et 1952 et sur la première en 1955.
  - joue les Match des étoiles en 1949, 1950, 1951, 1952, 1953, 1954 et 1955.
- Maple Leafs de Toronto
  - Capitaine de l'équipe en 1955-1956.

## Statistiques
Pour les significations des abréviations, voir Statistiques du hockey sur glace.
| Saison     | Équipe                 | Ligue      |     | Saison régulière | Saison régulière | Saison régulière | Saison régulière | Saison régulière |    | Séries éliminatoires | Séries éliminatoires | Séries éliminatoires | Séries éliminatoires | Séries éliminatoires |
| Saison     | Équipe                 | Ligue      | PJ  | B                | A                | Pts              | Pun              | PJ               | B  | A                    | Pts                  | Pun                  |                      |                      |
| 1943-1944  | Toronto De La Salle    | OHA-B      | 9   | 1                | 1                | 2                | 2                | 9                | 4  | 2                    | 6                    | 8                    |                      |                      |
| 1944-1945  | Generals d'Oshawa      | OHA        | 20  | 10               | 7                | 17               | 18               | 3                | 0  | 1                    | 1                    | 0                    |                      |                      |
| 1944-1945  | Combines de Porcupine  | C. Mem     |     |                  |                  |                  |                  | 2                | 2  | 0                    | 2                    | 0                    |                      |                      |
| 1945-1946  | Staffords de Toronto   | OHA        | 13  | 9                | 12               | 21               | 2                | 10               | 6  | 7                    | 13                   | 0                    |                      |                      |
| 1946-1947  | As de Québec           | LHSQ       | 15  | 12               | 5                | 17               | 6                |                  |    |                      |                      |                      |                      |                      |
| 1946-1947  | Hornets de Pittsburgh  | LAH        | 23  | 12               | 5                | 17               | 4                |                  |    |                      |                      |                      |                      |                      |
| 1946-1947  | Maple Leafs de Toronto | LNH        | 14  | 2                | 1                | 3                | 0                |                  |    |                      |                      |                      |                      |                      |
| 1947-1948  | Hornets de Pittsburgh  | LAH        | 30  | 23               | 17               | 40               | 11               |                  |    |                      |                      |                      |                      |                      |
| 1947-1948  | Maple Leafs de Toronto | LNH        | 31  | 7                | 10               | 17               | 10               | 2                | 0  | 0                    | 0                    | 0                    |                      |                      |
| 1948-1949  | Hornets de Pittsburgh  | LAH        | 68  | 55               | 57               | 112              | 4                |                  |    |                      |                      |                      |                      |                      |
| 1948-1949  | Maple Leafs de Toronto | LNH        | 1   | 0                | 0                | 0                | 0                | 6                | 5  | 2                    | 7                    | 0                    |                      |                      |
| 1949-1950  | Maple Leafs de Toronto | LNH        | 68  | 22               | 23               | 45               | 6                | 7                | 0  | 3                    | 3                    | 2                    |                      |                      |
| 1950-1951  | Maple Leafs de Toronto | LNH        | 70  | 30               | 21               | 51               | 10               | 11               | 7  | 3                    | 10                   | 0                    |                      |                      |
| 1951-1952  | Maple Leafs de Toronto | LNH        | 70  | 27               | 30               | 57               | 6                | 4                | 0  | 0                    | 0                    | 0                    |                      |                      |
| 1952-1953  | Maple Leafs de Toronto | LNH        | 70  | 20               | 19               | 39               | 6                |                  |    |                      |                      |                      |                      |                      |
| 1953-1954  | Maple Leafs de Toronto | LNH        | 70  | 22               | 16               | 38               | 28               | 5                | 1  | 1                    | 2                    | 0                    |                      |                      |
| 1954-1955  | Maple Leafs de Toronto | LNH        | 70  | 33               | 21               | 54               | 14               | 4                | 3  | 1                    | 4                    | 0                    |                      |                      |
| 1955-1956  | Maple Leafs de Toronto | LNH        | 55  | 4                | 17               | 21               | 8                | 5                | 1  | 0                    | 1                    | 0                    |                      |                      |
| 1956-1957  | Maple Leafs de Toronto | LNH        | 70  | 17               | 24               | 41               | 4                |                  |    |                      |                      |                      |                      |                      |
| 1957-1958  | Dunlops de Whitby      | OHA Sr.    | 0   | 24               | 19               | 43               | 4                |                  |    |                      |                      |                      |                      |                      |
| 1957-1958  | Maple Leafs de Toronto | LNH        | 12  | 2                | 1                | 3                | 2                |                  |    |                      |                      |                      |                      |                      |
| 1958-1959  | Dunlops de Whitby      | OHA Sr.    | 51  | 35               | 35               | 70               | 20               | 10               | 7  | 4                    | 11                   | 2                    |                      |                      |
| 1958-1959  | Dunlops de Whitby      | C. Allan   | 12  | 12               | 8                | 20               | 8                |                  |    |                      |                      |                      |                      |                      |
| Totaux LNH | Totaux LNH             | Totaux LNH | 601 | 186              | 183              | 369              | 94               | 44               | 17 | 10                   | 27                   | 2                    |                      |                      |

## Carrière internationale
Il représente le Canada lors du championnat du monde de 1958 et remporte la médaille d'or.